# Коновалов, Михаил Иванович
Михаи́л Ива́нович Конова́лов (1 [13] ноября 1858, деревня Будихино, Рыбинский уезд, Ярославская губерния — 12 (25) декабря 1906, Киев) — русский химик-органик, прославившийся открытием «реакции Коновалова», названной в его честь.

## Биография

### Детство
Из зажиточной крестьянской семьи. В автобиографии (1894) Коновалов указал, что родился в крестьянской семье в деревне Будихино Рыбинского уезда Ярославской губернии (ныне Рыбинского района Ярославской области), но во всех документах (копии метрики, аттестат об окончании московского университета, студенческое дело) указано село Раздумово. С 1869 года вместе с братьями работал в трактире, который содержала его мать. Одновременно учился сначала в городском, затем в Рыбинском уездном училище. В августе 1873 года он вместе с матерью отправился в Ярославль для поступления в Ярославскую гимназию, но из-за неимения «нужных бумаг» не был допущен к вступительным экзаменам. Через год (август 1874 года) после самостоятельной подготовки к сдаче вступительных экзаменов повторил попытку. Но, не смог успешно сдать экзамены по языкам: французскому, латинскому и греческому. Лишь счастливый случай решил судьбу молодого человека — на экзамене присутствовал инспектор гимназии — человек проницательный и добрый, который уговорил учителей счесть знания мальчика за удовлетворительные и принять его не в четвёртый класс, как предполагалось при поступлении, а в третий.

### Гимназические годы
Уже на первых порах ученик третьего класса Михаил Коновалов показал, что инспектор гимназии, по настоянию которого он был принят, не ошибся в нем. В первый же год пребывания в гимназии он стал лучшим учеником в классе. Затем этот успех был закреплен: вплоть до восьмого класса он оставался первым учеником.
В 1880 году Михаил Коновалов окончил Ярославскую гимназию с золотой медалью.

### Студенчество
Еще обучаясь в гимназии, он увлёкся изучением языков и дальнейшее будущее виделось ему на историко-филологическом факультете Московского университета. Но приехав в Москву, Коновалов случайно встретил своего знакомого по Ярославлю, который обучался на естественном отделении физико-математического факультета Московского университета и показал будущему студенту университетские лаборатории и кабинеты естественных наук. Коновалов, окончивший классическую гимназию, где основное внимание уделялось изучению гуманитарных наук и языкам, был поражён увиденным и услышанным. И после некоторых колебаний решил изучать естественные науки. Блестяще сдав вступительные испытания, он поступил на 1-й курс естественного отделения физико-математического факультета Московского университета.
Из всех предметов, изучавшихся на первом курсе, наибольший интерес для Коновалова представляла химия, с которой он впервые познакомился в университете, так как в гимназии в те годы она не изучалась. Изучавшаяся на 2-м курсе органическая химия, стала для студента Коновалова той наукой, которой он посвятил всю жизнь. Преподавателем этой дисциплины в университете был Владимир Васильевич Марковников; под непосредственным руководством уже на третьем курсе Коновалов начал выполнение кандидатской (выпускной) работы по теме «Нефтяные углеводороды».
В 1884 году Коновалов, получив отличные оценки на выпускных экзаменах, окончил университет с дипломом первой степени и званием кандидата — утверждён 20 сентября 1884 года. А 4 июля 1884 года научный руководитель Коновалова В. В. Марковников направил декану физико-математического факультета ходатайство «О предоставления Коновалову М. И. стипендии для оставления при Московском университете» для приготовления к профессорскому званию.

### Работа в Московском университете
С октября 1884 года до февраля 1885 года Коновалов работал лаборантом при технической лаборатории Московского университета. Одновременно он начал преподавать физику в женской гимназии О. А. Виноградской; 25 октября 1885 года состоялся его первый доклад на заседании физико-химической комиссии: «О свойства нонанафтена», выделенного им из кавказской нефти; 25 апреля 1886 года на заседании отделения химии Русского физико-химического общества под председательством Менделеева Коновалов был зачислен в члены РФХО. Осенью 1886 года Коновалов был утверждён в должности сверхштатного лаборанта при химической лаборатории органической химии. 
В феврале 1887 года после успешной сдачи экзаменов он был утверждён магистрантом по химии. В декабре того же года после чтения пробных лекций Коновалов был утверждён в должности приват-доцента Московского университета.

### Научные исследования
Весной 1887 года Коновалов закончил исследование на тему «Гексагидропсевдокумол и его отношение к нонанафтену». Об этой работе им вскоре было доложено на заседании Русского физико-химического общества. Через некоторое время статья была опубликована на страницах журнала Общества. Уже 12 мая 1887 года Коновалов выступил на заседании физико-химической комиссии Отделения физических наук Общества любителей естествознания, антропологии и этнографии (Москва) с новым сообщением: «О некоторых реакциях нонанафтена». Изучая действие различных реагентов на нонанафтен (С9Н18), Коновалов впервые обнаружил, что при взаимодействии с разбавленной азотной кислотой он превращается в нитросоединение C9H17NO2.
«Выдающееся значение для дальнейшего хода работ, — подчеркивал Марковников, — имело неожиданное открытие М. И. Коноваловым метода нитрования слабой азотной кислотой. Оно позволяло получать ряд производных нафтенов прежними способами или совсем не получавшихся, или же достигавшихся с большим трудом». А 18 мая 1888 года Коновалов выступил на заседании физико-химической комиссии с сообщением «К характеристике нафтенов», в котором заявил, что более подробное исследование полученных соединений и переход через них от высших нафтенов к низшим составляет цель будущих работ автора. В ходе дальнейшей работы Коновалову удалось получить нонанафтеновый спирт.
В 1889 году была опубликована магистерская диссертация Коновалова: «Нафтены, гексагидробензолы и их производные». Она подвела итоги исследованиям нафтенов, выполненных с начала 1880-х — прежде всего тем, которые проводились в лаборатории Московского университета. На примере нонанафтена он продемонстрировал те методы выделения, очистки и получения различных производных нафтенов, которые были разработаны Марковниковым. Отнеся нафтены к классу полиметиленовых соединений, Коновалов правильно решил вопрос об их химическом строении. В диссертации также содержались некоторые идеи, которые потом были реализованы на практике. В частности, Коновалов отмечал, что нафтены под действием окислителей или атмосферного кислорода при определённых условиях могут окисляться и конденсироваться, теряя часть своего водорода. Развитием этой идеи впоследствии стала разработка в СССР в 1930-е годы парофазно-окислительного крекинга с использованием в качестве окислителя кислорода воздуха; такой крекинг позволяет получать большие количества ароматических и непредельных углеводородов.
На заседании Общества любителей естествознания, антропологии и этнографии 15 октября 1889 года Коновалову была присуждена премия Мошнина за сочинение «Нафтены, гексагидробензолы и их производные», а 8 декабря 1889 года он блестяще защитил диссертацию с присуждением степени магистра химии.
На VIII съезде русских естествоиспытателей и врачей в Петербурге (28 декабря 1889 — 5 января 1890 гг.) Коновалов представил 2 доклада: «О нонанафтенах» и «О производных нонанафтенов», в которых содержались не только ценные экспериментальные материалы, характеризующие свойства и строение углеводородов кавказской нефти, но и выдвигались новые задачи в области их изучения.
В январе 1889 года Коновалов избран секретарем Физико-химической комиссии отделения физических наук; 27 сентября 1890 г. эта комиссия преобразовалась в Отделение химии. Здесь 11 сентября 1891 г. Коновалов сделал первое сообщение на тему: «Действие азотной и азотистой кислот на углеводороды». Этой работой было положено начало новому направлению научного творчества М. И. Коновалова, которое привело его к многочисленным открытиям.
В течение двух лет (сентябрь 1891 — сентябрь 1893 гг.) Коновалов сделал девять сообщений о своих научных работах. Почти все они были вехами на пути к докторской диссертации.
29 октября 1893 года Коноваловым была защищена докторская диссертация «Нитрующее действие азотной кислоты на углеводороды предельного характера» (метод нитрования органических соединений был открыт им несколько раньше — в 1888 году, и впоследствии он получил название «реакция Коновалова»).
Докторская диссертация Коновалова по важности сделанных им открытий, ясности изложения, глубине выводов относится к классическим исследованиям в области органической химии. Диссертация состоит из четырёх глав. В трёх первых главах были изложены опыты действия азотной кислоты на нонанафтен, предельные углеводороды и ароматические углеводороды, содержащие насыщенные боковые цепи. Здесь же приведены характеристики полученных нитросоединений и их производных. В каждой главе сделан обзор литературы по исследуемому вопросу. Четвёртая глава была посвящена выводам из фактического материала, изложенного в первых трёх главах.
11 декабря 1893 года Совет университета утвердил Коновалова в степени доктора химии, а 18 января 1894 года он был пожалован «за отлично-усердную службу и особые труды орденом Св. Станислава 3 степени».
В 1894 году Коновалов опубликовал статью «Нитрующее действие азотной кислоты на непредельные углеводороды», целью которой было выяснить насколько легче идет нитрование этих углеводородов сравнительно с предельными, выработать метод наилучшего титрования и, главное, — выделения непредельных нитросоединений, до сих пор ещё так мало исследованных.

### Профессор Московского сельскохозяйственного института
В мае 1896 года скончался профессор Э. Б. Шене, занимавший в течение многих лет кафедру химии в Московском сельскохозяйственном институте. Директор института К. А. Рачинский решил пригласить на освободившуюся кафедру приват-доцента Московского университета М. И. Коновалова: 5 августа 1896 года «Высочайшим приказом по гражданскому ведомству переведен на службу по ведомству министерства земледелия и государственных имуществ приват-доцент и сверхштатный лаборант при лаборатории органической и аналитической химии Московского университета, доктор химии Коновалов М. И. профессором по кафедре химии в Московский сельскохозяйственный институт».
Уже через несколько месяцев после прихода усилиями Коновалова была создана научно-исследовательская лаборатория. Здесь, в новом учебном заведении, Коновалов продолжил основное направление своей деятельности — изучение нитрующего свойства азотной кислоты на различные органические соединения. Среди работ, проведённых в лаборатории института, особый интерес представлял разработанный Коноваловым в 1898 году «удобный способ превращения вторичных и первичных нитросоединений в соответствующие оксимы и кетоны, или альдегиды». Способ заключался в восстановлении щелочной соли нитросоединения солянокислым раствором хлористого олова. Коновалову удалось впервые получить изонитросоединения, о чём он сделал доклад на заседании Русского физико-химического общества 8 октября 1898 года. А 25 ноября 1898 года, на заседании Общества любителей естествознания, антропологии и этнографии, Коновалов выступил с сообщением об искусственном приготовлении индиговых красок с демонстрацией ряда опытов.
Совместно со своими учениками он выполнил работу, посвящённую действию азотной кислоты на различные углеводороды: нитрование мезителена. В 1899 году в «Известиях Московского сельскохозяйственного института» было опубликовано исследование о нитровании углеводородов предельного характера в закрытых и открытых сосудах.
В 1899 году в «Журнале Русского физико-химического общества» появилась его статья «Получение альдегидов ароматического ряда и искусственное приготовление индиговых красок». В этом же году появилась работа Коновалова и В. А. Плотникова, в которой описывался ряд новых соединений галогенидов алюминия с органическими и минеральными веществами. Эти исследования были продолжены Плотниковым в лабораториях Киевского политехнического института.
Под руководством М. И. Коновалова студентами Н. Постниковым, М. Лушниковым и Н. Тулайковым в 1900 году была выполнена работа по изучению возможности процесса денитрификации селитры в почве под влиянием восстанавливающих веществ. Лабораторные опыты показали, что закисные соли железа, а также гумус действительно способны восстанавливать селитру до аммиака, хотя и весьма медленно при обычной температуре. Таким образом, была экспериментально доказана возможность денитрификации селитры в почве без участия микробов. В сообщении также указывалось, что в связи с уходом научного руководителя из лаборатории это исследование было остановлено.
С 1 июля 1899 года доктор химии, статский советник М. И. Коновалов был назначен ординарным профессором вновь открытого Киевского политехнического института и исполняющим должность декана химического отделения на два года.

### ДиректорКиевского политехнического института
Сразу же по приезде в Киев (август 1899) Коновалов включился в работу по устройству института и организации в нём занятий; были разработаны учебные планы и подготовлены программы по всем дисциплинам, преподававшимся на химическом отделении. Коновалов в составе большой комиссии участвовал в составлении устава института. Из-за трудного материального положения обучающихся студентов комиссия утвердила за институтом право освобождать от всей платы за обучение (или от половины этой платы) до половины всего числа студентов.
Коновалов неизменно проявлял заботу о студентах, которую вполне можно назвать отеческой. Столкнувшись с проблемой отсутствия кухмистерских вблизи института, по его предложению правление выделило для создания столовой две большие квартиры в доме, где жили профессора — декан факультета стал заведующим студенческой столовой. В 1903 году было открыто «Общество вспомоществования нуждающимся студентам» под руководством Коновалова.
В ноябре 1899 года редакция Журнала Русского физико-химического общества получила две статьи от только что переехавшего в Киев Коновалова. В работах указывалось, что им продолжаются исследования в области получения солей нитросоединений с аммиаком и с азотистыми органическими основаниями. В исследованиях Коновалова принимали участие не только новые ученики — студенты политехнического института, но и его старые сподвижники, такие как З. В. Кикина, которая в 1900 году приехала в Киев, чтобы поработать в лаборатории своего учителя. Их совместное исследование «Нитрование дигидрокамфена и хлоргидрата пинена» было опубликовано в «Журнале Русского физико-химического общества».
Только за период с 1901—1904 гг. Коноваловым было сделано 17 докладов, опубликованных в виде статей в «Журнале Русского физико-химического общества» (всего же в «Журнале Русского физико-химического общества», начиная с 1884 года, им было опубликовано 85 экспериментальных работ).
В период с осени 1902 года по 1904 год Коновалов занимал пост директора Киевского Политехнического института — от этой должности он был освобожден в 1904 году по собственной инициативе.
В 1905 году при гимназии Жекулиной А. В. (Киев) были созданы женские курсы, первым директором которых стал Коновалов, утверждённый в этой должности сроком на два года.
М. И. Коновалов занимался не только «чистой» химией, но и химией прикладной: он принимал участие в исследовании воды нового колодца на берегу Днепра (1901), был экспертом по решению вопроса о возможной потере веса костей (1902) и об утечке нефти (1904) при перевозке их по железной дороге; по просьбе правления Киевского газового общества давал заключения, касавшиеся применения вырабатываемого Обществом газа для освещения города (1903).

### Публикации
М. И. Коноваловым было напечатано свыше 85 экспериментальных работ в «Журнале Русского физико-химического общества» (с 1884), в «Bericht. d. deutsch. Chem. Gesellsch.» (Берлин), в «Comptes rendus de l’Acad. des se. de Paris», в «Известиях Московского сельскохозяйственного института» и в «Известиях Киевского политехнического института» по следующим вопросам:
1. «Состав нефти»;
2. «Нитрование в различных условиях различных классов органических соединений»;
3. исследование правильностей нитрования;
4. «Нитросоединения, изонитросоединения и их производные»;
5. «Методы получения альдегидов и кетонов»;
6. «Переход от нитросоединений к индиговой группе»;
7. «Синтезы с галоидными солями алюминия и изомеризация при них»;
8. «Применение действия азотной кислоты для исследования углеводородных смесей»;
9. «Новые комплексные соединения бромистого алюминия с сероуглеродом и различными органическими соединениями и синтез сернистых соединений»;
10. «Синтезы спиртов при помощи магнийорганических соединений»;
11. «Светопреломляющая способность азотистых органических соединений»;
12. «Азотистые соединения группы терпенов и ряда метана»;
13. «Превращение спиртов в углеводороды»;
14. «Гидрогенизация»;
15. «Самопроизвольное превращение оксимов»;
16. «Полиметиленимины»;
17. «Гидролиз солей азотной кислоты (по нитрованию)»;
18. «Сходство железных солей органических кислот и нитросоединений и др.».

Кроме того, напечатал: в сборнике «В помощь самообразованию» и в «Ежегоднике по физике, химии и пр.» три популярные статьи по химическим вопросам, а также — издал отдельной книжкой — «Практические упражнения по общей химии» (1905).

### Личная жизнь
В 1887 году Коновалов Михаил Иванович женился на Муравьевой Любови Михайловне, которая была моложе его на 7 лет.
Своих детей у супругов не было, поэтому в 1895 году на основании «Определения Московского окружного суда» Коноваловы усыновили семилетнего мальчика — питомца Московского воспитательного дома. Впоследствии ими был усыновлен ещё один мальчик.

### Смерть
Осенью 1906 года производилась наладка правильного функционирования недавно сданной в эксплуатацию станции для биологической очистки сточных вод Института. 12 ноября Коновалов направился для очередного осмотра этой станции и попал одной ногой в незакрытый люк канализационного колодца, в результате чего получил тяжелую травму. Несмотря на все принятые медицинскими светилами меры, спасти больного не удалось.
12 декабря 1906 года Михаил Иванович Коновалов, которому лишь месяц с небольшим назад исполнилось 48 лет, ушел из жизни. Похоронили Коновалова М. И. на Лукьяновском кладбище в Киеве.

## Научные труды
«Журнал Русского физико-химического общества»
- «Гексапсевдокумол и его отношение к нонанафтену». — 1887. — Т. 19. — С. 255
- «О нонафтене и его производных». — 1890. — Т. 22. — С. 4 и 118
- «Нитрующее действие азотной кислоты на углеводороды предельного характера». — 1893. — Т. 25. — С. 446
- «Нитрующее действие азотной кислоты на непредельные углеводороды». — 1894. — Т. 25. — С. 380

«Известия Московского сельскохозяйственного института»
- Коновалов М. И. и Плотников В. А. «Новые соединения галоидных солей алюминия с органическим и минеральным веществом». — 1899. — Т. 5. — С. 401

«Berichte der deutschen Chemischen Gesellschaft»
- «Ueber eine empfindliche Reaction der primaren und secundaren Nitroverbindungen». — 1895. — V. 28. — P. 1850

«Comptes Rendus de I’Academie des Sciences»
- «Nitration de hydrocabures de la serie du du methan». — 1892. — V. 114. — P. 26